# Jacqueline Donny
Jacqueline Lucienne Donny (Parigi, 2 agosto 1927 – Saint-Maur-des-Fossés, 14 febbraio 2021) è stata una modella francese, vincitrice del titolo di Miss Parigi 1947, Miss Francia 1948 e Miss Europa 1948. L'elezione di Miss Francia si tenne presso Club des Champs-Elysées di Parigi l'11 giugno 1948.
L'anno seguente Juliette Figueras ripeterà lo stesso percorso della Donny, vincendo nell'ordine Miss Parigi, Miss Francia e Miss Europa.